# Leptanilla kebunraya
Leptanilla kebunraya is een mierensoort uit de onderfamilie van de Leptanillinae. De wetenschappelijke naam van de soort is voor het eerst geldig gepubliceerd in 2001 door Yamane & Ito.